# Stadion im. Zbigniewa Podleckiego w Gdańsku
Stadion im. Zbigniewa Podleckiego – stadion żużlowy położony w Gdańsku, będący własnością Miasta Gdańsk. Obiektem administruje Gdański Ośrodek Sportu. Spotkania rozgrywa na nim klub Wybrzeże Gdańsk.

## Historia
Stadion sportowy Kampfbahn Niederstadt (Stadion Dolnego Miasta) przy ul. Elbląskiej na Dolnym Mieście został otwarty 8 maja 1925. Był wyposażony w 400-metrową krytą bieżnię i trybunę na 1100 miejsc.
W latach 1951–1954 z gdańskiego gruzu po II wojnie światowej zostały usypane wyższe trybuny i powstał budynek szatni z "Bramą Maratońską". Przed sezonem 1965 stadion został dostosowany dla żużlowców (stadion żużlowo-piłkarski), później tylko stadion żużlowy. Od kwietnia 2008 nosi imię gdańskiego żużlowca Zbigniewa Podleckiego.